# Гогберашвили, Отар Олегович
Отар Олегович Гогберашвили (род. 16 апреля 1987, Кутаиси) — российский футболист, защитник. Брат-близнец Владимира Гогберашвили.
Начинал карьеру в молодежной команде московского «Спартака». Дебютировал на профессиональном уровне во втором дивизионе в клубе «Торпедо» Владимир. В 2007 году бывший главный тренер «Торпедо» Олег Стогов пригласил Гогберашвили в латвийскую «Юрмалу». За нее футболист провел в Высшей лиге один матч. Последней профессиональной командой в карьере игрока стало «Торпедо» Армавир.